# Taschenturm (München)
Der Taschenturm war ein Wehrturm der zweiten Stadtmauer des mittelalterlichen Münchens.

## Lage
Der Taschenturm war der südliche Nachbar des Einlasstors. Er stand an der Prälat-Zistl-Straße (früher Taschenturmgässchen genannt), woran eine Gedenktafel am Haus Prälat-Zistl-Straße 8 hinweist: „Dreißig Fuß gegenüber [etwa 10 m] stand der Taschenthurm, welcher als Gefängniß benützt und im Jahre 1822 abgebrochen wurde.[sic]“ Der Name des 1397 erstmals genannten Turms kommt sehr wahrscheinlich daher, dass der Turm, anders als die übrigen Türme, mit flachen Dachziegeln (= Taschen) gedeckt war. Brigitte Huber ist aber nicht überzeugt von dieser Erklärung und denkt hier eher an den Begriff eines Wappenschildes, eine Tartsche, im mittelhochdeutsch Tarsche geschrieben. Sie konnte ermitteln, dass im Jahr 1462 die Stadtkammer Geld für 4 taschen zu mahlen zum Taschenturm ausgegeben hatte.